# Roy Hart
Roy Hart Jr. (Tifton, 10 luglio 1965) è un ex giocatore di football americano statunitense che ha militato nel ruolo di running back nella National Football League (NFL).

## Carriera
Hart fu scelto nel corso del sesto giro (158º assoluto) del Draft NFL 1988 dai Seattle Seahawks. Vi giocò per due stagioni un totale di 16 partite e 2 sack. Dopo essere rimasto fermo nel 1990, nel 1991 passò ai Los Angeles Raiders con cui disputò una partita. In seguito fece parte anche del roster dei New York Jets senza mai scendere in campo. Chiuse la carriera nella Canadian Football League.